# Campanha contra o artigo 522 do código penal libanês
A campanha contra o artigo 522 do código penal libanês, oficialmente conhecida como "Um vestido branco não cobre o estupro", foi lançada pela organização não governamental libanesa Abaad, em dezembro de 2016. Seu objetivo é abolir o Artigo 522 do Código Penal Libanês, que permite a um homem evitar a punição por estupro, se ele firmar um contrato de casamento válido com a vítima. A campanha incluiu protestos de rua, além da hashtag #Undress522 em mídias sociais e um vídeo de mulheres cobertas de hematomas que transformavam-se em uma noiva. "O estupro é um crime, e os estupradores devem ir para a prisão, não se casar", diz Saja Michael, uma das ativistas da Abaad.
Em novembro, a ONG organizou uma enorme campanha de conscientização, incluindo protestos e a difusão da hashtag # Undress522, além de um vídeo que alcançou  quase três milhões de visualizações em apenas alguns dias, nas  mídias sociais.
Não é a primeira vez que o Líbano revoga uma lei considerada contrária aos direitos humanos. O artigo 562 do código penal libanês foi alterado em 1999, o qual legalizava crimes de honra, sempre que um homem encontrava a sua esposa, a irmã, ascendentes ou descendentes em situação de relações sexuais ilícitas. Além disso, em 1 de abril de 2014, o parlamento aprovou uma lei com o objetivo de proteger as mulheres contra violência doméstica. Não há números precisos sobre o abuso sexual de mulheres, uma vez que a maioria das mulheres não relata devido à sensibilidade do tema.
Durante as primeiras semanas da campanha, figuras influentes manifestaram o seu apoio ao movimento contra o Artigo 522, como o Primeiro-Ministro Saad Hariri, que o fez em sua conta no Twitter. Apesar do fato do Líbano ter ratificado a Convenção sobre a Eliminação de Todas as Formas de Discriminação Contra as Mulheres, e de outros tratados internacionais como o Protocolo para Prevenir, Suprimir e Punir o Tráfico de Pessoas, especialmente de Mulheres e Crianças, que complementa a Convenção das Nações Unidas contra o Crime Organizado Transnacional, o país manteve o que tem sido descrito como 'crimes de honra'.
Em 2017, o Líbano revogou o artigo 522 e declarou a reavaliação dos Artigos 505 e 518.

## Artigo 522 do código penal Libanês
Durante o Império Otomano, o Líbano era uma região sujeita a legislação otomana, que foi inspirada no Código Penal francês de 1810. Após a I Guerra Mundial e a queda do Império Otomano, o Mandato francês para a Síria e o Líbano foi estabelecido no país. Durante este período, a lei otomana continuou a ser aplicada até a criação do Código Penal Libanês, em 1943, que foi elaborado a partir do Código Penal francês de 1810.
Artigo 522 do código Penal Libanês permitiu que os homens, que tinham sido condenados por cometem abuso sexual, sequestro ou estupro contra uma mulher, para evitar a pena de não menos de cinco anos de trabalho forçado, um contrato de casamento válido devia ser feito. Artigo 522 foi oficialmente aceito no código penal libanês em fevereiro de 1948. Sua forma original afirma que "se um contrato válido de casamento for feito entre o autor de qualquer dos crimes mencionados nesta seção, e a vítima, a acusação é suspensa. Se o julgamento já foi feito, a aplicação da pena é suspensa."
Em dezembro de 2016, o Comissão Parlamentar Libanesa para a Administração e Justiça fez o anúncio que um acordo tinha sido feito para revogar o Artigo 522 do código penal Libanês. Para que a lei seja revogada, o parlamento deve confirmar a decisão da Comissão.
No dia 16 de agosto de 2017, o Parlamento revogou o artigo 522 que permitia estupradores escaparem da acusação 

## Ativismo
"Um Vestido Branco não cobre o Estupro" não só visava abolir o artigo 522, como também defender o direito das vítimas que se recusam a casar com seu estuprador. A campanha também pretende eliminar o estigma e vergonha em relação ao estupro. A campanha buscou obter a cooperação, pela tomada de consciência da distinção entre o estupro como um crime e o que a sociedade via como honra. Também salientou que o casamento forçado legitima a violência sexual contra as mulheres.
Em 13 de novembro de 2016, Abaad MENA organizou um flashmob coincidindo com a 14ª edição da Maratona de Beirute. Dezenas de meninas e mulheres marcharam vestindo T-shirts brancas que ler em árabe e/ou inglês "Abolir #522." Os participantes tiveram suas cabeças cobertas com caixas brancas e realizada balões cor-de-rosa com o slogan "الإغتصاب جريمة" (o estupro é um crime). Os ativistas foram levados pelos participantes enquanto tocavam tambores e carregavam um banner em árabe com o mesmo slogan de suas camisetas e balões.
A organização Abaad MENA foi fundada em 2011, em Beirute, Líbano. Eles trabalham sobre a igualdade de gênero como desenvolvimento econômico e social sustentável na vida de toda a região do Oriente Médio e norte da África. Abaad MENA procura promover a participação das mulheres através de políticas de desenvolvimento. Ela tem uma rede de ativistas, assistentes sociais e advogados que trabalham em questões na qual grupos marginalizados encontram na sociedade libanesa
Em 30 de novembro de 2016,  uma mulher vestida como uma noiva com contusões coberto de sangue manchado e curativos ficou em frente ao Parlamento do Líbano , no Centro de Beirute, onde a Administração e o Comitê de Justiça discutiam o projeto de lei para abolir o Artigo 522. Abaad MENA organizou um protesto púbico semelhante em 6 de dezembro de 2016, em que cerca de uma dúzia de mulheres se reuniram em frente ao Parlamento vestindo vestidos de branco e ligaduras em torno de seus olhos, as mãos e os joelhos manchados com sangue falso. Os ativistas seguravam banners no qual estava escrito "الأبيض ما بيغطّي الإغتصاب / O branco não vai cobrir o estupro," "نعم لإلغاءالمادة 522 / Sim à abolição do Artigo 522," e "ما تلبسونا ٥٢٢# / #Undress522."
Uma semana antes do protesto de rua no dia 6 de dezembro, Abaad MENA divulgou um vídeo dirigido por Danielle Rizkallah e de acordo com a diretora, o vídeo foi concebido para iniciar com um estupro e terminar com outro. O vídeo mostra uma mulher nua no chão arrastado por diferentes mãos que cobriam suas contusões com curativos brancos até que ela acaba em um vestido de noiva. No final, há uma mensagem exibida em árabe que se lê: "O artigo 522 do Código Penal Libanês isenta o estuprador de sua acusação, se ele casar com a sua vítima." Finalmente, a modelo grita e mais duas mensagens em árabe aparecem, o primeiro lê "o branco não cobre o estupro" e o segundo "#Undress522."
A campanha também tornou conhecida a hashtag #Undress522 nas mídias sociais. A mesma hashtag tem sido empregada para definir uma petição na internet contra o artigo 522. Os apoiantes da campanha pode assinar a petição para abolir a lei.
Em Março de 2017, o escultor Mireille Honein pendurou 31 vestidos de noiva no Corniche de Beirute, para denunciar que a cada dia as mulheres são estupradas e forçadas a se casar. Os vestidos eram feitos de papel e está pendurado em um laço entre quatro palmeiras.

## Cobertura da mídia
Embora o parlamentar do partido Forças Libanesas Elie Keyrouz tinha sugerido a anulação da lei de 522 em julho de 2016, a mídia concentrou a sua atenção na campanha após manifestação públicas da ONG Abaad MENA. A  primeira aparição pública da ONG no dia 13 de novembro passou quase desapercebida, assim como o protesto realizado por uma ativista em frente ao parlamento, quando os Deputados estavam discutindo o projeto de lei. Uma maior atenção da mídia nacional e internacional surgiu quando Abaad MENA organizou o protesto de cerca de uma dúzia de mulheres em frente ao Parlamento em dezembro, quando o vídeo dirigido por Danielle Rizkallah foi lançado. Além disso, a mídia local, como O Daily Star (Líbano) relataram outros aspectos relacionados com a campanha, como as declarações do parlamentar Robert Ghanem, presidente do Comitê de Administração e Justiça do parlamento antes do reexame da lei; as declarações de um advogado da Abaad MENA, uma vez que o Comitê garantiu revisão do artigo; e o reexame em fevereiro de 2017, dos chamados "Ataques à Honra" de Artigos 503 a 522. Além disso, o  jornal diário L'Orient-Le Jour, em idioma francês, conduziu uma entrevista com Danielle Rizkallah logo após o vídeo que foi publicado na rede social. O jornal também informou as afirmações dos deputados sobre a revisão do artigo e a sua participação nos protestos lançado pela ONG. O jornal informou as alterações dos Artigos 503 a 521 ao longo das duas isenções a que se refere o Artigo 522 ainda são aplicáveis.
Meios de comunicação internacionais como a CNN, TV5Monde, e a BBC extensivamente deram atenção para o protesto de rua realizado no dia 6 de dezembro e ao conteúdo do artigo 522. Outras publicações na mídia também relataram sobre as declarações dentro do Parlamento, enquanto a lei estava sendo analisada, tais como a The Independent, que publicou os parlamentares favoráveis ao artigo 522, que argumentavam que esse artigo permitia que famílias pudessem reparar os danos causados à sua honra. Em 6 de setembro de 2016 Al Arabiya informou que durante o encontro das mulheres democráticas libanesas estava centrado na supressão do Artigo 522 e a impossibilidade de Libanesas a passar os direitos de cidadania a seus filhos. O parlamentar do partido Forças Libanesas Elie Marouni declarou que "em alguns casos, precisamos nos perguntar se as mulheres desempenham um papel ativo na procura de homens para estuprá-las." Durante a reunião, jornalista e co-fundador dos direitos das mulheres do grupo FE-MALE acusou Marouni de ofender todas as mulheres na sala. Em 7 de setembro de 2016, o líder do Forças Libanesas Samy Gemayel condenou o comentário de Marouni e no dia seguinte Gemayel twittou que o estuprador é o único responsável pelo ato de estupro.

## Supressão do artigo 522 e alteração de outros
Em 15 de fevereiro de 2017, a Comissão para a Administração e Justiça do parlamento Libanês declarou a abolição do Artigo 522. No entanto, o artigo é mantido em duas situações. No Artigo 505 quando o abuso sexual é praticado com uma menina entre 15 e 18 anos, e antes do ato sexual, a menina deu o seu consentimento; e no Artigo 518, quando a relação sexual é praticado com uma garota entre 15 e 18 anos, e antes do ato sexual houve uma promessa de casamento. Em ambos os casos, um casamento válido com o consentimento do menor e de seus pais pode evitar a prisão de um homem. Além disso, após o casamento, um assistente social tem de apresentar um relatório sobre as condições psicológicas da mulher a cada seis meses nos três primeiros anos. Além disso, o Parlamento anunciou no mesmo dia que as alterações foram sendo implementados a partir de Artigos 503 a 521 , a fim de reforçar as sanções no caso de que o ato sexual envolve uma menina menor de 15 anos.
O artigo 516 foi revogado, e as suas disposições estão incluídos nos Artigos 514 e 515. Artigo 514 afirma que a pessoa que sequestra uma mulher menor de idade ou uma adulta, com a intenção de casar-se com ela cometee uma ofensa e pode ser preso até três anos. Artigo 515 afirma que a pessoa que sequestra um homem ou de uma mulher com o propósito de deboche pode ser condenado a trabalhos forçados por, pelo menos, sete anos. Artigo 516 permite a pessoa que cometeu os atos descritos nos Artigos 514 e 515 não ser condenado se os atos foram cometidos sem fraude, nem violência a uma pessoa menor de 15 anos. Após a abolição do Artigo 516, Artigos 514 e 515  afirmam que a pessoa que tenha cometido os atos pode ser condenada, mesmo se os atos foram cometidos sem fraude nem violência em uma pessoa com menos de 15 anos.

## "Cultura de estupro" no Líbano
Durante 2016, várias ONGs realizavam diferentes eventos e campanhas ativistas para sensibilizar para o que eles acreditam ser uma "cultura do estupro." Este ativismo foi resultado de episódios de agressão sexual em que não houve repercussão ou condenação contra os autores. de Acordo com a Nay el-Rahi, "(O estupro) é normalizado e as pessoas simplesmente não fazem, necessariamente nada sobre isso. A menos que seja algo tão flagrante como este caso". O conceito de "cultura de estupro" está relacionada tanto com a sexualização das mulheres, a violência sexual contra mulheres e homens, a violência doméstica, e a normalização da objetivação do outro sexo. 

## Países que aboliram artigos semelhantes
Várias organizações de direitos humanos como Human Rights Watch, e o Escritório do Alto Comissário das Nações Unidas para os Direitos Humanos tem criticado fortemente leis tais como o artigo 522 em outras partes do mundo. Essas organizações têm vindo a trabalhar no sentido de abolir este tipo de leis, e que, em vários casos, eles têm sido bem-sucedida.